# Lophospermum erubescens

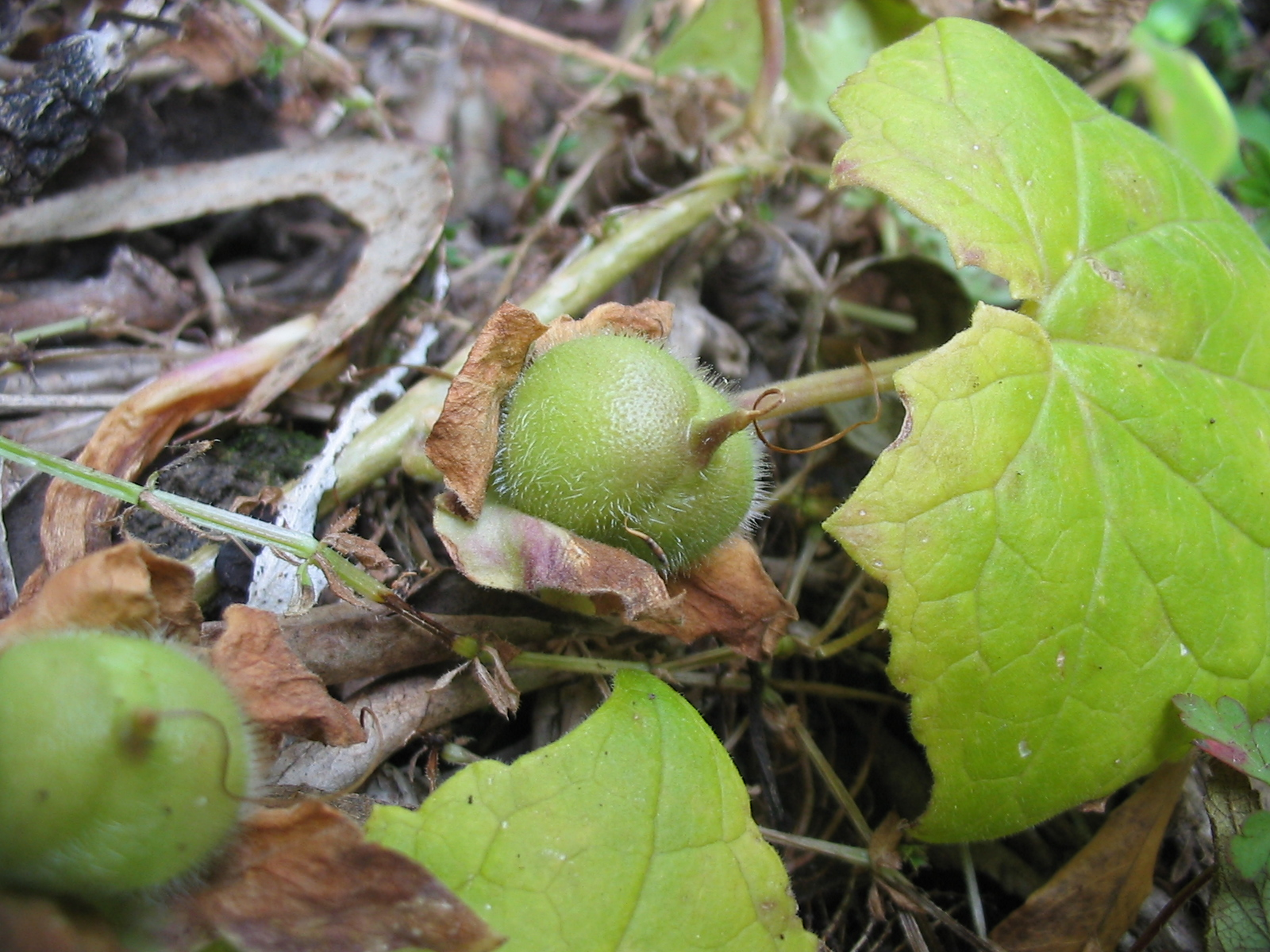
Fruto de L. erubescens.

Lophospermum erubescens D.Don, 1830, conhecida pelo nome comum de asarina, é uma espécie de planta escandente anteriormente pertencente ao género Asarina (daí o nome comum), da família Plantaginaceae, originária das zonas de média altitude do México, mas actualmente naturalizado em vastas regiões subtropicais, onde é utilizada como planta ornamental. O nome da espécie aparece frequentemente designado pelo sinónimo taxonómico Asarina erubescens D.Don.

## Descrição
Planta trepadeira perene e escandente, de caules longos (até 2 m) e finos (diâmetro inferior a 2 cm), que se enrolam em torno de qualquer objecto ou planta com que entrem em contacto.
As folhas são ovato-cordadas, muito flexíveis e suaves, com 6–8 cm de comprimento e 5–7 cm de largura, apresentando margens com 1 ou 2 lobos em cada lado da inserção do pecíolo e 18-20 pequenas indentações em cada lado. Os pecíolos têm 4,5–6 cm de comprimento, frequentemente modificados para formarem gavinhas retorcidas. As faces superior e inferior das folhas são densamente revestidas por pêlos simples de cor verde pálido. Enervações laterais fracamente desenvolvidas.
As flores são em forma de trombeta, de cor rosa ou branca (existem cultivares com outras cores). Floresce entre o final da Primavera e meados do Outono. Pedúnculos com 20–25 mm de comprimento. Sépalas ovadas com 25 x 15 mm, densamente pilosas em ambas as faces, dobradas num ângulo de cerca de 20º junto à base. A corola forma um tubo curvado com cerca de 5–6 cm de comprimento, assimétrica e francamente aberta na parte distal, com base em geral raiada de branco. Lobos da corola com 10–12 mm x 15–16 mm, com o extremo apical arredondado. Os estames são aderentes na metade inferior do tubo da corola, com filamentos estaminais com 3–5 cm de comprimento, com um par longo e um par mais curto, envolvidos em pêlos glandulares na parte distal e com um grande apêndice glandular no ápice. Os ovários são hirsutos, com 4–5 mm de comprimento, com óvulos numerosos e estilete recoberto de pêlos na base.
O fruto é bilobado com 1-2 x 2-3 x 1–2 cm, com os lobos do cálice grandes e persistentes na base e com os restos do estilete geralmente persistentes no ápice. Sementes numerosas, com 3–4 mm de diâmetro, revestidas por tricomas dendríticos e com asa arredondadas. Embrião com 0,5-0,8 mm de comprimento e radícula com largura similar à dos cotilédones.
A planta prefere solos bem drenados, em geral com elevado declive ou em taludes, em zonas sombrias nos climas mais quentes, mas suporta a luz directa do Sol em climas menos luminosos. Não suporta geadas. Multiplica-se facilmente por estaca, desenvolvendo raízes nos nós.
A planta encontra-se naturalizada nas regiões subtropicais de ambos os hemisférios, aparecendo nas margens de clareiras e em taludes e outras zonas ombrosas de grande declive.